# EFL Championship de 2021–22
A EFL Championship de 2021–22 (também referida como Sky Bet Championship por motivos de patrocínio) foi a 6º temporada sob o nome da English Football League e a 18º edição da EFL Championship desde sua fundação em 2004. Também foi a 119º edição da segunda divisão do futebol Inglês, a 30º sob o formato atual.

## Equipes

### Mudança de times
| Pos | Promovidos à Premier League |
| --- | --------------------------- |
| 1º  | Norwich City                |
| 2º  | Watford                     |
| 3°  | Brentford (Play-offs)       |

| Pos | Rebaixados da Premier League |
| --- | ---------------------------- |
| 18º | Fulham                       |
| 19º | West Bromwich                |
| 20º | Sheffield United             |

| Pos | Promovidos da League One |
| --- | ------------------------ |
| 1º  | Hull City                |
| 2º  | Peterborough United      |
| 3º  | Blackpool (Play-offs)    |

| Pos | Rebaixados da EFL Championship |
| --- | ------------------------------ |
| 22º | Wycombe                        |
| 23º | Rotherham United               |
| 24º | Sheffield Wednesday            |

### Clubes participantes
| Time                | Cidade             | Treinador                            | Capitão          | Estádio                         | Capacidade |
| ------------------- | ------------------ | ------------------------------------ | ---------------- | ------------------------------- | ---------- |
| Barnsley            | Barnsley           | Martin Devaney (interino)            | Cauley Woodrow   | Oakwell                         | 23.287     |
| Birmingham City     | Birmingham         | Lee Bowyer                           | Troy Deeney      | St Andrew's                     | 29.409     |
| Blackburn           | Blackburn          | Tony Mowbray                         | Darragh Lenihan  | Ewood Park                      | 31.367     |
| Blackpool           | Blackpool          | Neil Critchley                       | Chris Maxwell    | Bloomfield Road                 | 17.338     |
| Bournemouth         | Bournemouth        | Scott Parker                         | Lloyd Kelly      | Dean Court                      | 11.364     |
| Bristol City        | Bristol            | Nigel Pearson                        | Daniel Bentley   | Ashton Gate Stadium             | 27.000     |
| Cardiff City        | Cardiff            | Steve Morison                        | Sean Morrison    | Cardiff City Stadium            | 33.316     |
| Coventry City       | Coventry           | Mark Robins                          | Liam Kelly       | Coventry Building Society Arena | 32.609     |
| Derby County        | Derby              | Wayne Rooney                         | Tom Lawrence     | Pride Park Stadium              | 33.600     |
| Fulham              | Londres            | Marco Silva                          | Tom Cairney      | Craven Cottage                  | 19.359     |
| Huddersfield Town   | Huddersfield       | Carlos Corberán                      | Jonathan Hogg    | Kirklees Stadium                | 24.500     |
| Hull City           | Kingston upon Hull | Shota Arveladze                      | Richie Smallwood | MKM Stadium                     | 25.400     |
| Luton Town          | Luton              | Nathan Jones                         | Sonny Bradley    | Kenilworth Road                 | 10.336     |
| Middlesbrough       | Middlesbrough      | Chris Wilder                         | Jonny Howson     | Riverside Stadium               | 34.742     |
| Millwall            | Londres            | Gary Rowett                          | Alex Pearce      | The Den                         | 20.146     |
| Nottingham Forest   | West Bridgford     | Steve Cooper                         | Lewis Grabban    | City Ground                     | 30.445     |
| Peterborough United | Peterborough       | Grant McCann                         | Ollie Norburn    | Weston Homes Stadium            | 15.314     |
| Preston North End   | Preston            | Ryan Lowe                            | Alan Browne      | Deepdale                        | 23.408     |
| Queens Park Rangers | Londres            | Mark Warburton                       | Stefan Johansen  | Kiyan Prince Foundation Stadium | 18.439     |
| Reading             | Reading            | Paul Ince Michael Gilkes (interinos) | Michael Morrison | Select Car Leasing Stadium      | 24.161     |
| Sheffield United    | Sheffield          | Paul Heckingbottom                   | Billy Sharp      | Bramall Lane                    | 32.125     |
| Stoke City          | Stoke-on-Trent     | Michael O'Neill                      | Joe Allen        | Bet365 Stadium                  | 30.089     |
| Swansea City        | Swansea            | Russell Martin                       | Matt Grimes      | Swansea.com Stadium             | 21.088     |
| West Bromwich       | West Bromwich      | Steve Bruce                          | Jake Livermore   | The Hawthorns                   | 26.850     |

## Classificação
Atualizado em 3 de maio de 2022.
| Pos | Equipes             | Pts | J  | V  | E  | D  | GM  | GS | SG  | Classificação ou rebaixamento                |
| --- | ------------------- | --- | -- | -- | -- | -- | --- | -- | --- | -------------------------------------------- |
| 1   | Fulham              | 90  | 46 | 27 | 9  | 10 | 106 | 43 | +63 | Promoção à Premier League de 2022–23         |
| 2   | Bournemouth         | 88  | 46 | 25 | 13 | 8  | 74  | 39 | +35 | Promoção à Premier League de 2022–23         |
| 3   | Huddersfield Town   | 82  | 46 | 23 | 13 | 10 | 64  | 47 | +17 | Play-offs                                    |
| 4   | Nottingham Forest   | 80  | 46 | 23 | 11 | 12 | 73  | 40 | +33 | Play-offs                                    |
| 5   | Sheffield United    | 75  | 46 | 21 | 12 | 13 | 63  | 45 | +18 | Play-offs                                    |
| 6   | Luton Town          | 75  | 46 | 21 | 12 | 13 | 63  | 55 | +8  | Play-offs                                    |
| 7   | Middlesbrough       | 70  | 46 | 20 | 10 | 16 | 59  | 50 | +9  |                                              |
| 8   | Blackburn           | 69  | 46 | 19 | 12 | 15 | 59  | 50 | +9  |                                              |
| 9   | Millwall            | 69  | 46 | 18 | 15 | 13 | 53  | 45 | +8  |                                              |
| 10  | West Bromwich       | 67  | 46 | 18 | 13 | 15 | 52  | 45 | +7  |                                              |
| 11  | Queens Park Rangers | 66  | 46 | 19 | 9  | 18 | 60  | 59 | +1  |                                              |
| 12  | Coventry City       | 64  | 46 | 17 | 13 | 16 | 60  | 59 | +1  |                                              |
| 13  | Preston North End   | 64  | 46 | 16 | 16 | 14 | 52  | 56 | –4  |                                              |
| 14  | Stoke City          | 62  | 46 | 17 | 11 | 18 | 57  | 52 | +5  |                                              |
| 15  | Swansea City        | 61  | 46 | 16 | 13 | 17 | 58  | 68 | –10 |                                              |
| 16  | Blackpool           | 60  | 46 | 16 | 12 | 18 | 54  | 58 | –4  |                                              |
| 17  | Bristol City        | 55  | 46 | 15 | 10 | 21 | 62  | 77 | –15 |                                              |
| 18  | Cardiff City        | 53  | 46 | 15 | 8  | 23 | 50  | 68 | –18 |                                              |
| 19  | Hull City           | 51  | 46 | 14 | 9  | 23 | 41  | 54 | –13 |                                              |
| 20  | Birmingham City     | 47  | 46 | 11 | 14 | 21 | 50  | 75 | –25 |                                              |
| 21  | Reading             | 41  | 46 | 13 | 8  | 25 | 54  | 87 | –33 |                                              |
| 22  | Peterborough United | 37  | 46 | 9  | 10 | 27 | 43  | 87 | –44 | Zona de rebaixamento à League One de 2022–23 |
| 23  | Derby County        | 34  | 46 | 14 | 13 | 19 | 45  | 53 | –8  | Zona de rebaixamento à League One de 2022–23 |
| 24  | Barnsley            | 30  | 46 | 6  | 12 | 28 | 33  | 73 | –40 | Zona de rebaixamento à League One de 2022–23 |

### Confrontos
|                     | BAR | BIR | BBN | BPL | BOU | BRI | CAR | COV | DER | FUL | HUD | HUL | LUT | MID | MIL | NOT | PET | PRE | QPR | REA | SHU | STK | SWA | WBA |
| ------------------- | --- | --- | --- | --- | --- | --- | --- | --- | --- | --- | --- | --- | --- | --- | --- | --- | --- | --- | --- | --- | --- | --- | --- | --- |
| Barnsley            | —   | 1–1 | 0–0 | 0–2 | 0–1 | 2–0 | 0–1 | 1–0 | 2–1 | 1–1 | 1–1 | 0–2 | 0–1 | 3–2 | 0–1 | 1–3 | 0–2 | 1–3 | 1–0 | 1–1 | 2–3 | 1–1 | 0–2 | 0–0 |
| Birmingham City     | 2–1 | —   | 1–2 | 1–0 | 0–2 | 3–0 | 2–2 | 2–4 | 2–0 | 1–4 | 0–2 | 0–0 | 3–0 | 0–2 | 2–2 | 0–3 | 2–2 | 0–0 | 1–2 | 1–2 | 1–2 | 0–0 | 2–1 | 1–0 |
| Blackburn           | 2–1 | 4–0 | —   | 1–1 | 0–3 | 0–1 | 5–1 | 2–2 | 3–1 | 0–7 | 0–0 | 2–0 | 2–2 | 1–0 | 0–0 | 0–2 | 4–0 | 1–0 | 1–0 | 2–0 | 3–1 | 0–1 | 2–1 | 1–2 |
| Blackpool           | 1–0 | 6–1 | 2–1 | —   | 1–2 | 3–1 | 0–2 | 0–1 | 0–2 | 1–0 | 0–3 | 1–0 | 0–3 | 1–2 | 1–0 | 1–4 | 3–1 | 2–0 | 1–1 | 4–1 | 0–0 | 0–1 | 1–0 | 0–0 |
| Bournemouth         | 3–0 | 3–1 | 0–2 | 2–2 | —   | 3–2 | 3–0 | 2–2 | 2–0 | 1–1 | 3–0 | 0–1 | 2–1 | 0–0 | 1–0 | 1–0 | 1–1 | 1–2 | 2–1 | 1–1 | 2–1 | 2–1 | 4–0 | 2–2 |
| Bristol City        | 2–1 | 1–2 | 1–1 | 1–1 | 0–2 | —   | 3–2 | 1–2 | 1–0 | 1–1 | 2–3 | 5–0 | 1–1 | 2–1 | 3–2 | 1–2 | 1–1 | 0–0 | 1–2 | 2–1 | 1–1 | 1–0 | 0–1 | 2–2 |
| Cardiff City        | 1–1 | 1–1 | 0–1 | 1–1 | 0–1 | 1–2 | —   | 2–0 | 1–0 | 0–1 | 2–1 | 0–1 | 0–1 | 0–2 | 3–1 | 2–1 | 4–0 | 0–0 | 0–1 | 0–1 | 2–3 | 2–1 | 0–4 | 0–4 |
| Coventry City       | 1–0 | 0–0 | 2–2 | 1–1 | 0–3 | 3–2 | 1–0 | —   | 1–1 | 4–1 | 1–2 | 0–2 | 0–1 | 2–0 | 0–1 | 2–1 | 3–0 | 1–1 | 1–2 | 2–1 | 4–1 | 1–0 | 1–2 | 1–2 |
| Derby County        | 2–0 | 2–2 | 1–2 | 1–0 | 3–2 | 1–3 | 0–1 | 1–1 | —   | 2–1 | 1–1 | 3–1 | 2–2 | 0–0 | 1–2 | 1–1 | 1–0 | 1–0 | 1–2 | 1–0 | 2–0 | 2–1 | 0–0 | 1–0 |
| Fulham              | 4–1 | 6–2 | 2–0 | 1–1 | 1–1 | 6–2 | 2–0 | 1–3 | 0–0 | —   | 1–2 | 2–0 | 7–0 | 1–1 | 3–0 | 0–1 | 2–1 | 3–0 | 4–1 | 1–2 | 0–1 | 3–0 | 3–1 | 3–0 |
| Huddersfield Town   | 2–1 | 0–0 | 3–2 | 3–2 | 0–3 | 2–0 | 2–1 | 1–1 | 2–0 | 1–5 | —   | 2–0 | 2–0 | 1–2 | 1–0 | 0–2 | 3–0 | 1–0 | 2–2 | 4–0 | 0–0 | 1–1 | 1–1 | 1–0 |
| Hull City           | 0–2 | 2–0 | 2–0 | 1–1 | 0–0 | 2–2 | 2–1 | 0–1 | 0–1 | 0–1 | 0–1 | —   | 1–3 | 2–0 | 2–1 | 1–1 | 1–2 | 0–1 | 0–3 | 3–0 | 1–3 | 0–2 | 2–0 | 0–2 |
| Luton Town          | 2–1 | 0–5 | 0–0 | 1–1 | 3–2 | 2–1 | 1–2 | 5–0 | 1–0 | 1–1 | 0–0 | 1–0 | —   | 3–1 | 2–2 | 1–0 | 3–0 | 4–0 | 1–2 | 1–0 | 0–0 | 0–1 | 3–3 | 2–0 |
| Middlesbrough       | 2–0 | 0–2 | 1–1 | 1–2 | 1–0 | 2–1 | 2–0 | 1–0 | 4–1 | 0–1 | 0–2 | 0–1 | 2–1 | —   | 1–1 | 2–0 | 2–0 | 1–2 | 2–3 | 2–1 | 2–0 | 3–1 | 1–0 | 2–1 |
| Millwall            | 4–1 | 3–1 | 1–1 | 2–1 | 1–1 | 1–0 | 2–1 | 1–1 | 1–1 | 1–2 | 2–0 | 2–1 | 0–2 | 0–0 | —   | 0–1 | 3–0 | 0–0 | 2–0 | 1–0 | 1–0 | 2–1 | 0–1 | 2–0 |
| Nottingham Forest   | 3–0 | 2–0 | 1–2 | 2–1 | 1–2 | 2–0 | 1–2 | 2–0 | 2–1 | 0–4 | 0–1 | 2–1 | 0–0 | 0–2 | 1–1 | —   | 2–0 | 3–0 | 3–1 | 4–0 | 1–1 | 2–2 | 5–1 | 4–0 |
| Peterborough United | 0–0 | 3–0 | 2–1 | 5–0 | 0–0 | 2–3 | 2–2 | 1–4 | 2–1 | 0–1 | 1–1 | 0–3 | 1–1 | 0–4 | 2–1 | 0–1 | —   | 0–1 | 2–1 | 0–0 | 0–2 | 2–2 | 2–3 | 0–1 |
| Preston North End   | 2–1 | 1–1 | 1–4 | 1–0 | 2–1 | 2–2 | 1–2 | 2–1 | 0–0 | 1–1 | 0–0 | 1–4 | 2–0 | 4–1 | 1–1 | 0–0 | 1–0 | —   | 2–1 | 2–3 | 2–2 | 1–1 | 3–1 | 1–1 |
| Queens Park Rangers | 2–2 | 2–0 | 1–0 | 2–1 | 0–1 | 1–2 | 1–2 | 2–0 | 1–0 | 0–2 | 1–0 | 1–1 | 2–0 | 2–2 | 1–1 | 1–1 | 1–3 | 3–2 | —   | 4–0 | 1–3 | 0–2 | 0–0 | 1–0 |
| Reading             | 1–0 | 2–1 | 1–0 | 2–3 | 0–2 | 2–3 | 1–2 | 2–3 | 2–2 | 0–7 | 3–4 | 1–1 | 0–2 | 1–0 | 0–1 | 1–1 | 3–1 | 2–1 | 3–3 | —   | 0–1 | 2–1 | 4–4 | 0–1 |
| Sheffield United    | 2–0 | 0–1 | 1–0 | 0–1 | 0–0 | 2–0 | 1–0 | 0–0 | 1–0 | 4–0 | 1–2 | 0–0 | 2–0 | 4–1 | 1–2 | 1–1 | 6–2 | 2–2 | 1–0 | 1–2 | —   | 2–1 | 4–0 | 2–0 |
| Stoke City          | 1–1 | 2–2 | 0–1 | 0–1 | 0–1 | 0–1 | 3–3 | 1–1 | 1–2 | 2–3 | 2–1 | 2–0 | 1–2 | 0–0 | 2–0 | 1–0 | 2–0 | 1–2 | 1–0 | 3–2 | 1–0 | —   | 3–0 | 1–0 |
| Swansea City        | 1–1 | 0–0 | 1–0 | 1–1 | 3–3 | 3–1 | 3–0 | 3–1 | 2–1 | 1–5 | 1–0 | 0–0 | 0–1 | 1–1 | 0–0 | 1–4 | 3–0 | 1–0 | 0–1 | 2–3 | 0–0 | 1–3 | —   | 2–1 |
| West Bromwich       | 4–0 | 1–0 | 0–0 | 2–1 | 2–0 | 3–0 | 1–1 | 0–0 | 0–0 | 1–0 | 2–2 | 1–0 | 3–2 | 1–1 | 1–1 | 0–0 | 3–0 | 0–2 | 2–1 | 1–0 | 4–0 | 1–3 | 0–2 | —   |

| Vitória do mandante; Vitória do visitante; Empate. |

## Desempenho
Clubes que lideraram o campeonato ao final de cada rodada:
| Rodadas | Rodadas | Rodadas | Rodadas | Rodadas | Rodadas | Rodadas | Rodadas | Rodadas | Rodadas | Rodadas | Rodadas | Rodadas | Rodadas | Rodadas | Rodadas | Rodadas | Rodadas | Rodadas | Rodadas | Rodadas | Rodadas | Rodadas | Rodadas | Rodadas | Rodadas | Rodadas | Rodadas | Rodadas | Rodadas | Rodadas | Rodadas | Rodadas | Rodadas | Rodadas | Rodadas | Rodadas | Rodadas | Rodadas | Rodadas | Rodadas | Rodadas | Rodadas | Rodadas | Rodadas | Rodadas |
| ------- | ------- | ------- | ------- | ------- | ------- | ------- | ------- | ------- | ------- | ------- | ------- | ------- | ------- | ------- | ------- | ------- | ------- | ------- | ------- | ------- | ------- | ------- | ------- | ------- | ------- | ------- | ------- | ------- | ------- | ------- | ------- | ------- | ------- | ------- | ------- | ------- | ------- | ------- | ------- | ------- | ------- | ------- | ------- | ------- | ------- |
| 1       | 2       | 3       | 4       | 5       | 6       | 7       | 8       | 9       | 10      | 11      | 12      | 13      | 14      | 15      | 16      | 17      | 18      | 19      | 20      | 21      | 22      | 23      | 24      | 25      | 26      | 27      | 28      | 29      | 30      | 31      | 32      | 33      | 34      | 35      | 36      | 37      | 38      | 39      | 40      | 41      | 42      | 43      | 44      | 45      | 46      |
| HUL     | FUL     | WBA     | FUL     | FUL     | WBA     | FUL     | BOU     | BOU     | WBA     | BOU     | BOU     | BOU     | BOU     | BOU     | BOU     | BOU     | FUL     | FUL     | FUL     | FUL     | FUL     | FUL     | BOU     | BOU     | BOU     | FUL     | FUL     | FUL     | FUL     | FUL     | FUL     | FUL     | FUL     | FUL     | FUL     | FUL     | FUL     | FUL     | FUL     | FUL     | FUL     | FUL     | FUL     | FUL     | FUL     |

Clubes que ficaram na última posição do campeonato ao final de cada rodada:
| Rodadas | Rodadas | Rodadas | Rodadas | Rodadas | Rodadas | Rodadas | Rodadas | Rodadas | Rodadas | Rodadas | Rodadas | Rodadas | Rodadas | Rodadas | Rodadas | Rodadas | Rodadas | Rodadas | Rodadas | Rodadas | Rodadas | Rodadas | Rodadas | Rodadas | Rodadas | Rodadas | Rodadas | Rodadas | Rodadas | Rodadas | Rodadas | Rodadas | Rodadas | Rodadas | Rodadas | Rodadas | Rodadas | Rodadas | Rodadas | Rodadas | Rodadas | Rodadas | Rodadas | Rodadas | Rodadas |
| ------- | ------- | ------- | ------- | ------- | ------- | ------- | ------- | ------- | ------- | ------- | ------- | ------- | ------- | ------- | ------- | ------- | ------- | ------- | ------- | ------- | ------- | ------- | ------- | ------- | ------- | ------- | ------- | ------- | ------- | ------- | ------- | ------- | ------- | ------- | ------- | ------- | ------- | ------- | ------- | ------- | ------- | ------- | ------- | ------- | ------- |
| 1       | 2       | 3       | 4       | 5       | 6       | 7       | 8       | 9       | 10      | 11      | 12      | 13      | 14      | 15      | 16      | 17      | 18      | 19      | 20      | 21      | 22      | 23      | 24      | 25      | 26      | 27      | 28      | 29      | 30      | 31      | 32      | 33      | 34      | 35      | 36      | 37      | 38      | 39      | 40      | 41      | 42      | 43      | 44      | 45      | 46      |
| PET     | PRE     | PRE     | NOT     | NOT     | NOT     | NOT     | NOT     | DER     | DER     | DER     | DER     | DER     | DER     | DER     | DER     | DER     | DER     | DER     | DER     | DER     | DER     | DER     | DER     | DER     | BAR     | BAR     | BAR     | BAR     | BAR     | BAR     | BAR     | BAR     | BAR     | PET     | PET     | PET     | PET     | PET     | PET     | PET     | BAR     | BAR     | BAR     | BAR     | BAR     |

## Play-offs

### Esquema
|  | Semifinais        | Semifinais        | Semifinais | Semifinais |   |                   | Final | Final |
|  |                   |                   |            |            |   |                   |       |       |
|  | Luton Town        | 1                 | 0          | 1          |   |                   |       |       |
|  | Huddersfield Town | 1                 | 1          | 2          |   |                   |       |       |
|  | Huddersfield Town | 1                 | 1          | 2          |   | Huddersfield Town | 0     |       |
|  |                   |                   |            |            |   | Huddersfield Town | 0     |       |
|  |                   | Nottingham Forest | 1          |            |   |                   |       |       |
|  | Sheffield United  | Nottingham Forest | 1          | 1          | 2 | 3 (2)             |       |       |
|  | Sheffield United  |                   |            | 1          | 2 | 3 (2)             |       |       |
|  | Nottingham Forest | 2                 | 1          | 3 (3)      |   |                   |       |       |

### Semifinal

#### Jogos de ida
| 13 de maio de 2022 | Luton Town  | 1 – 1     | Huddersfield Town | Kenilworth Road, Luton                |
| 19:45 (UTC+1)      | Bradley 30' | Relatório | 12' Sinani        | Público: 10 005 Árbitro: Robert Jones |

| 14 de maio de 2022 | Sheffield United | 1 – 2     | Nottingham Forest         | Bramall Lane, Sheffield                 |
| 15:00 (UTC+1)      | Robinson 90+2'   | Relatório | 10' Colback · 71' Johnson | Público: 30 225 Árbitro: Andre Marriner |

#### Jogos de volta
| 16 de maio de 2022 | Huddersfield Town | 1 – 0     | Luton Town | Kirklees Stadium, Huddersfield       |
| 19:45 (UTC+1)      | Rhodes 82'        | Relatório |            | Público: 23 507 Árbitro: Peter Banks |

| 17 de maio de 2022 | Nottingham Forest | 1 – 2     | Sheffield United            | City Ground, West Bridgford             |
| 19:45 (UTC+1)      | Johnson 19'       | Relatório | 47' Gibbs-White · 75' Fleck | Público: 29 015 Árbitro: Michael Oliver |

|                          |       | Penalidades                                |  |
| Johnson Cafú Cook Lolley | 3 – 2 | Norwood Hourihane Berge Ndiaye Gibbs-White |  |

### Final
Jogo único
| 29 de maio de 2022 | Huddersfield Town | 0 – 1     | Nottingham Forest | Estádio de Wembley, Londres |
| 16:30 (UTC+1)      |                   | Relatório | 43' Colwill       | Árbitro: Jonathan Moss      |

Nottingham Forest venceu os play-offs e se classificou para a Premier League de 2022–23.

## Estatísticas
Atualizado em 7 de maio de 2022.
| Pos. | Jogador             | Equipe            | Gols |
| ---- | ------------------- | ----------------- | ---- |
| 1    | Aleksandar Mitrović | Fulham            | 43   |
| 2    | Dominic Solanke     | Bournemouth       | 29   |
| 3    | Ben Brereton        | Blackburn         | 22   |
| 3    | Joël Piroe          | Swansea City      | 22   |
| 3    | Andreas Weimann     | Bristol City      | 22   |
| 6    | Karlan Grant        | West Bromwich     | 18   |
| 7    | Viktor Gyökeres     | Coventry City     | 17   |
| 8    | Elijah Adebayo      | Luton Town        | 16   |
| 8    | Brennan Johnson     | Nottingham Forest | 16   |
| 8    | Emil Riis           | Preston North End | 16   |
| 11   | Billy Sharp         | Sheffield United  | 14   |
| 11   | Danny Ward          | Huddersfield Town | 14   |
| 13   | Jacob Brown         | Stoke City        | 13   |

| Pos. | Jogador         | Equipe              | Assis. |
| ---- | --------------- | ------------------- | ------ |
| 1    | Harry Wilson    | Fulham              | 19     |
| 2    | Jon Swift       | Reading             | 13     |
| 3    | Antoine Semenyo | Bristol City        | 12     |
| 3    | Jed Wallace     | Millwall            | 12     |
| 5    | Sorba Thomas    | Huddersfield Town   | 11     |
| 5    | Chris Willock   | Queens Park Rangers | 11     |
| 7    | Philip Billing  | Bournemouth         | 10     |
| 7    | Ryan Giles      | Cardiff City        | 10     |
| 7    | Brennan Johnson | Nottingham Forest   | 10     |
| 7    | Joe Rothwell    | Blackburn           | 10     |
| 7    | Andreas Weimann | Bristol City        | 10     |

### Hat-tricks
| Jogador             | Para              | Contra              | Resultado | Data                   | Ref.   |
| ------------------- | ----------------- | ------------------- | --------- | ---------------------- | ------ |
| Jon Swift           | Reading           | Queens Park Rangers | 3–3       | 11 de setembro de 2021 | [ 25 ] |
| Ben Brereton        | Blackburn         | Cardiff City        | 5–1       | 25 de setembro de 2021 | [ 26 ] |
| Aleksandar Mitrović | Fulham            | Swansea City        | 3–1       | 29 de setembro de 2021 | [ 27 ] |
| Aleksandar Mitrović | Fulham            | West Bromwich       | 3–0       | 30 de outubro de 2021  | [ 28 ] |
| Andreas Weimann     | Bristol City      | Millwall            | 3–2       | 2 de janeiro de 2022   | [ 29 ] |
| Aleksandar Mitrović | Fulham            | Bristol City        | 6–2       | 15 de janeiro de 2022  | [ 30 ] |
| Danny Ward          | Huddersfield Town | Reading             | 4–3       | 22 de janeiro de 2022  | [ 31 ] |
| Sam Surridge        | Nottingham Forest | Swansea City        | 5–1       | 30 de abril de 2022    | [ 32 ] |